# Confederazione Italiana Sindacati Lavoratori
De Confederazione Italiana Sindacati Lavoratori (CISL) is een Italiaanse vakbond met ongeveer 4,4 miljoen leden.
Ze is aangesloten bij het IVV en de EVV en is op haar beurt de overkoepelende organisatie van 16 vakcentrales.

## Geschiedenis
De vakbond is ontstaan uit de (aanvankelijk) eenheidsvakbond Confederazione Generale Italiana del Lavoro (CGIL) die werd opgericht in juni 1944 met het 'Pact van Rome' tussen socialisten, communisten en christendemocraten. In 1950 kwam het echter tot een breuk waarbij zowel de christendemocraten als de socialisten (UIL) zich afsplitsten. Sindsdien gaan de christendemocraten verder onder de naam CISL.

## Structuur

### Voorzitters
| Voorzitter       | Aangetreden | Afgetreden |
| ---------------- | ----------- | ---------- |
| Giulio Pastore   | 1950        | 1958       |
| Bruno Storti     | 1958        | 1976       |
| Luigi Macario    | 1977        | 1979       |
| Pierre Carniti   | 1979        | 1985       |
| Franco Marini    | 1985        | 1991       |
| Sergio D'Antoni  | 1991        | 2000       |
| Savino Pezzotta  | 2000        | 2006       |
| Raffaele Bonanni | 2006        | 2014       |
| Annamaria Furlan | 2014        | heden      |